# Papilio acheron
Papilio acheron är en fjärilsart som beskrevs av Grose-smith 1887. Papilio acheron ingår i släktet Papilio och familjen riddarfjärilar. IUCN kategoriserar arten globalt som livskraftig. Inga underarter finns listade i Catalogue of Life.

## Bildgalleri

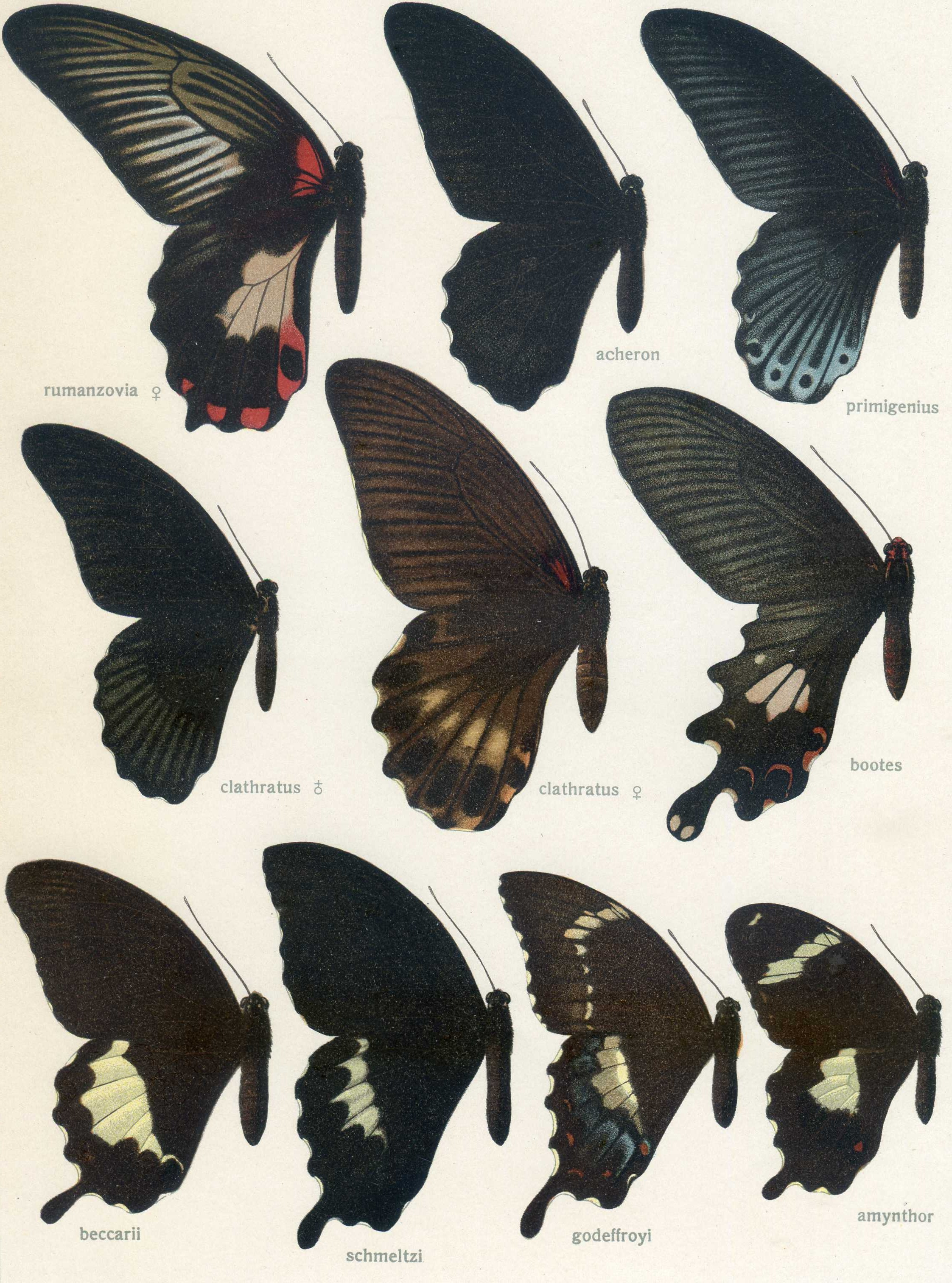